# Orcastrated
Orcastrated es el octavo álbum de estudio de la banda de punk británica The Toy Dolls. Fue publicado en 1995.

## Lista de canciones
1. "Orcastrated" - 1:15
2. "Poltergeist In The Pantry" - 2:46
3. "Please Release Me (Darling I Loathe You)" - 3:55
4. "Taken For A Mug" - 1:59
5. "Any Dream Will Do" - 2:48
6. "Harry's Hands" - 2:54
7. "David's Xr2" - 3:07
8. "Pot Luck Percy" - 2:41
9. "Ivy's Lurid Lips" - 2:15
10. "The Psychosurgery" - 2:53
11. "Ron Dixon Dumped D-D" - 2:34
12. "Lazy Sunday Afternoon" - 2:33
13. "Bowling Barmy" - 2:32
14. "Orcastrated" - 1:11

## Personal
- Michael "Olga" Algar - Voz y guitarra
- John "K'Cee" Casey - Bajo
- Martin "Marty" Yule - Batería